# 윤소종
윤소종(尹紹宗, 1345년 ~ 1393년)은 고려 말기와 조선 초기의 문신(文臣), 시인(詩人), 무신(武臣), 정치인이다. 본관은 무송(茂松)이고, 자(字)는 헌숙(憲叔)이며, 아호(雅號)는 동정(桐亭)이다. 그의 할아버지는 고려 말기에 찬성사를 지낸 윤택(尹澤)이다. 어려서부터 총민하고 학문을 좋아한데다가 이미 20세 이전에 시문(詩文)에 능하여 이제현(李齊賢)으로부터 특이한 유자(儒者)로 눈도장이 찍혔다.

## 생애
그는 목은 이색(牧隱 李穡)의 문인으로 1360년(고려 공민왕 9) 성균시에 합격했고 1365년 예부시에 을과 제1인으로 합격하고 대책이 가장 뛰어나 춘추수찬(春秋修撰) 직위를 제수받았다. 이어 좌정언에 있을 때 행신(幸臣) 김흥경(金興慶)과 내시 김사행(金師幸)이 병국해민(病國害民)한다고 극언하는 소를 올렸으나 뜻을 이루지 못하였다. 1379년(고려 우왕 5) 전교시승(典校寺丞) 전의부령(典儀副令) 예문응교 등을 지내고 1381년 모친상으로 금주(錦州.錦山)에서 복상을 마치는 동안 남방의 학자들이 많이 와서 수학하였다. 1386년 성균사예로 기용되었으며 1388년 이성계(李成桂)가 위화도에서 회군할 때에 동문 밖에 나가 영접하고 곽광전(霍光傳)을 바쳤다. 그것은 고려 우왕을 폐하고 다른 왕씨를 왕으로 추대할 것을 암시하기 위해서였다. 그 뒤 전리총랑(典理摠郎)이 되었고 이어 우사의대부(右司議大夫)로 승진하였다. 1389년(고려 창왕 1) 이인임(李仁任)의 죄를 논해 참관저택(斬棺瀦宅)을 청했으며 이어 성균관 대사성이 되었다. 이성계가 조준(趙浚) 등과 함께 사전(私田)을 혁파하고자 했을 때 삼봉 정도전(三峯 鄭道傳)과 함께 힘써 협력하였다. 고려 공양왕 때 대사헌 조준의 천거로 좌상시경연강독관(左常侍經筵講讀官)이 되어 변안렬(邊安烈)을 고려 우왕 영립(迎立, 보위 추대 대상자를 맞아들여 임금으로 세움)의 죄로 극론해 주살할 것을 공양왕에게 주청하고 승려 찬영(粲英)을 왕사로 맞이하려는 공양왕의 계획을 반대해 중지시켰다. 그 뒤 남을 비방하는 것으로 공양왕의 미움을 받아 금주로 유배되었다가 곧 풀려났으며 다시 포은 정몽주(圃隱 鄭夢周) 일파의 간관에게 탄핵을 받고 유배되었다가 1392년(고려 공양왕 4) 정몽주(鄭夢周)가 암살되자 비로소 유배형에서 풀려났다. 조선이 개창되자 병조전서(兵曹典書)로 부름을 받고 또한 원종공신이 되었으며 수문관 대제학(修文館 大提學)을 지냈으나 얼마 후 1393년에 향년 49세로 병사했다. 경사(經史)를 두루 섭렵했고 성리학에 더욱 정밀하였다. 시문집으로 동정집 8권이 있다.

## 가족 관계
장남은 조선 초기의 문신(文臣) 겸 유교 철학자(儒敎 哲學者) 청향당 윤회(淸香堂 尹淮)이다.
- 조부 : 윤택(尹澤)
- 아버지 : 윤구생(尹龜生)
  - 부인 : 박씨 부인 - 박경(朴瓊)의 딸
    - 아들 : 윤회(尹淮)
      - 손자 : 윤경연(尹景淵)
      - 손자 : 윤경원(尹景源)

## 윤소종이 등장하는 작품
- 《개국》(KBS, 1983년~1983년, 배우: 이신재)
- 《용의 눈물》(KBS1, 1996년~1998년, 배우: 박웅)
- 《정도전》(KBS1, 2014년~2014년, 배우: 이병욱)
- 《태종 이방원》(KBS1, 2021년~ 배우: 박유승)

## 참고 문헌
- 고려사
- 태조실록
- 연려실기술
- 고려사(高麗史)
- 태조실록(太祖實錄)
- 해동잡록(海東雜錄)
- 연려실기술(燃藜室記述)